# Octomana hadromischa
Octomana hadromischa is een vlokreeftensoort uit de familie van de Pardaliscidae. De wetenschappelijke naam van de soort is voor het eerst geldig gepubliceerd in 2003 door Hendrycks & Conlan.